# Santo Spirito in Sassia

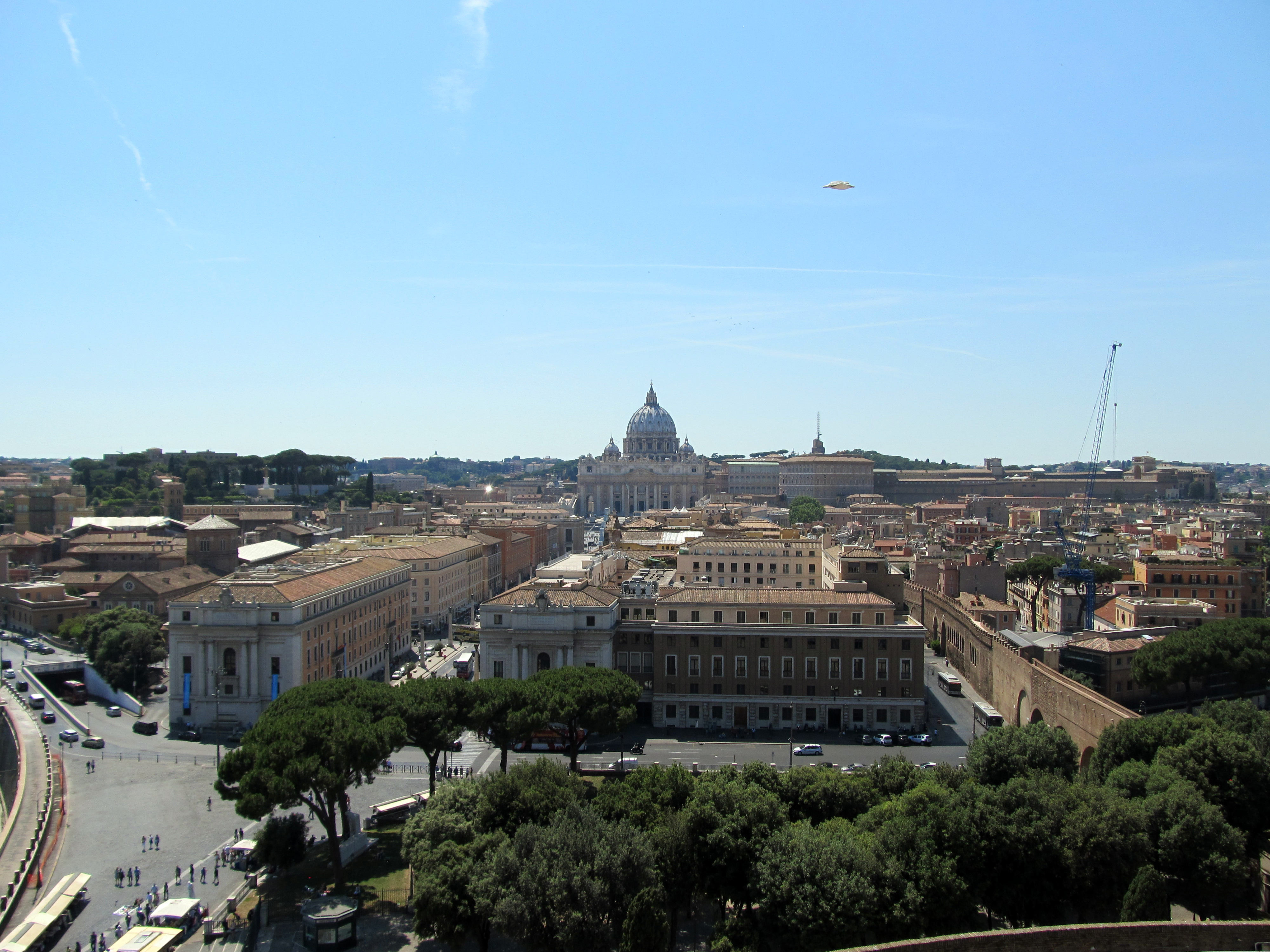
Teile vom Komplex Santo Spirito in Sassia am linken Bildrand.
Blick von der Engelsburg

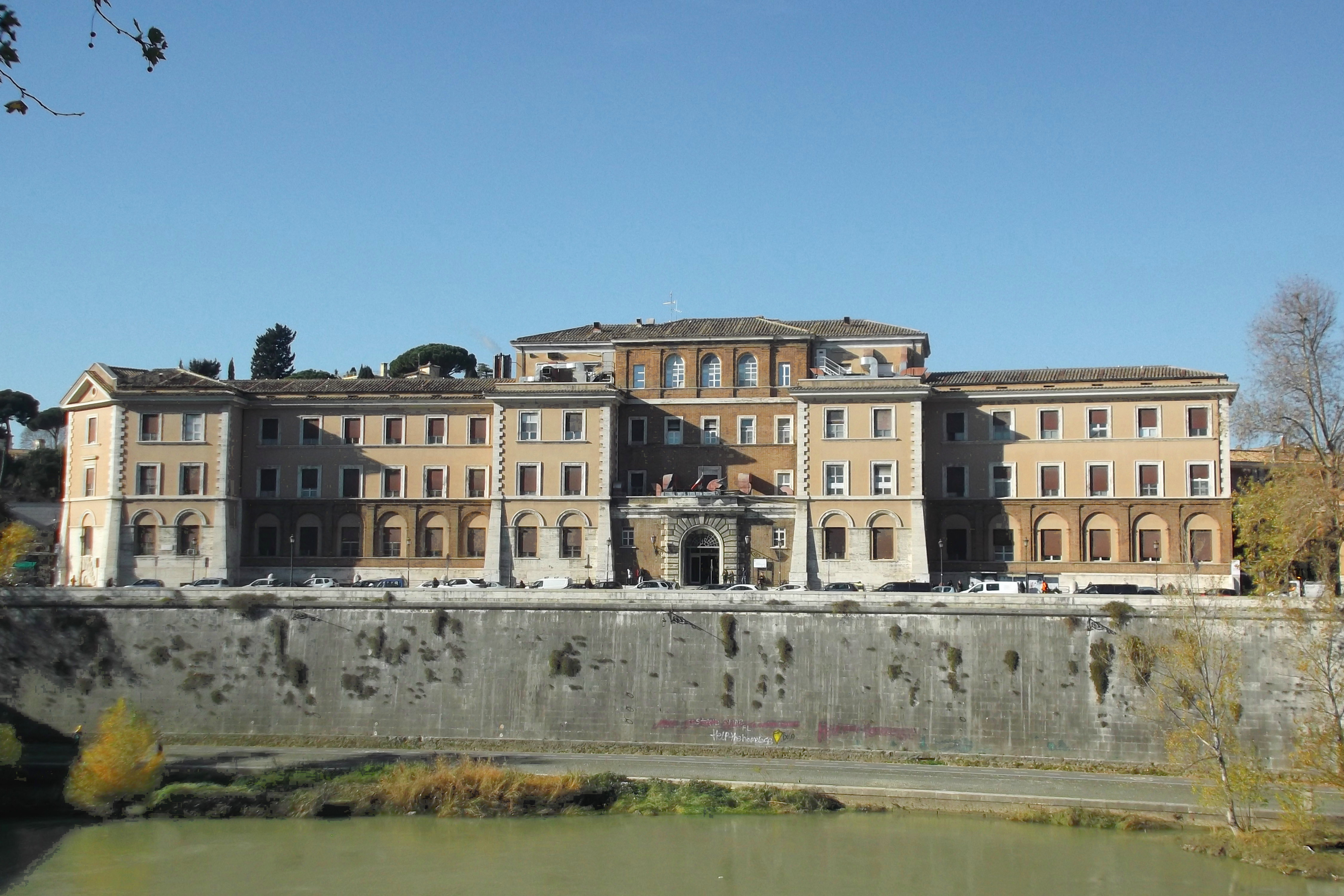
Santo spirito in Sassa, Lungotevere

Santo Spirito in Sassia ist eines der ältesten Hospize in Rom. Es war eines der größten mittelalterlichen Krankenhäuser und eine bedeutende Forschungseinrichtung für die medizinischen Wissenschaften und die Pharmazie der frühen Neuzeit.
Das Krankenhaus wird unter dem Namen Ospedale generale Santo Spirito als allgemeines Krankenhaus mit den Schwerpunkten Chirurgie, Kardiologie, Neurochirurgie  und Orthopädie bis heute betrieben. Es befindet sich am Lungotevere in Sassia, 1 in Rom.

## Lage

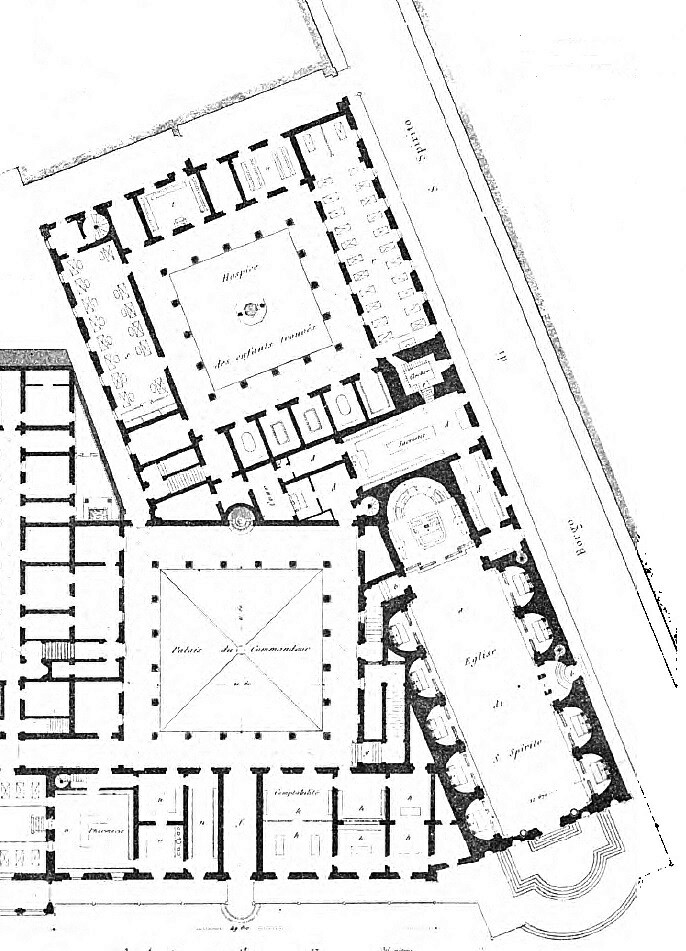
Santo spirito in Sassia; Detail aus einem Plan von 1874

Der Baukomplex am rechten Tiberufer ist auf einem weiträumigen dreiseitigen Grundstück angesiedelt, das von den Straßen Lungotevere in Sassia,  Borgo Santo Spirito, Via dei Penitenzieri und Via di Porta S. Spirito sowie der Piazza della Rovere umschlossen wird.
Es umfasst neben der gleichnamigen Kirche „Santo Spirito in Sassia“ mit einem Campanile aus der frühen Renaissance das Conservatorio delle Zitelle, den Palazzo del Commendatore, die Corsia Sistiana, einen unter Sixtus IV. errichteten Krankenhaussaal, die Sala Alessandrina, in der heute das Museo Storico dell’Arte Sanitaria untergebracht ist, sowie mehrere Innenhöfe, Brunnen und kleinere Nebengebäude.

## Geschichte
Das Hospital gehört zu den frühesten karitativen Einrichtungen Roms. Hervorgegangen ist es aus einer Stiftung des Königs Ine von Sassia (Sassia „Sachsenland“, Wessex). Ine hatte, wie schon einer seiner Vorgänger, Caedwalla, König von Wessex, nach Niederlegung seines Amtes eine Pilgerreise nach Rom angetreten. Ine soll mit Einwilligung von Papst Gregor II. ein Haus und eine Kapelle für englische Landsleute errichtet haben, die ständig in der Nähe des Petrusgrabes lebten. Diese Einrichtung am westlichen Ufer des Tiber wurde Schola Saxonum oder auch Burgus Saxonum genannt, woher auch der Name dieses Stadtteils (ital. Rione) „Borgo“ herrührt. In der Nähe der Schola Saxonum befanden sich ähnliche Einrichtungen anderer Volksgruppen wie der Franken sowie der Friesen, deren Nationalkirche San Michele e Magno sich noch heute in unmittelbarer Nähe von Santo Spirito befindet, oder der Armenier und der Ungarn.
Zu dem von Ine um 727/28 gestifteten Hospiz für die englischen Pilger gehörte auch eine Kirche, der er eine Madonnenikone stiftete, weswegen sie zunächst S. Maria in Saxia hieß, und in der Ine nach seinem Tod im Jahr 728 bestattet wurde.

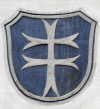
Wappen des Ordens

Im 11. und 12. Jahrhundert erlebten Rom und der von Ine gegründete Spitalkomplex einen Niedergang. Vor allem im Zuge des Normanneneinfalls gingen die Zahlen englischer Pilger stark zurück. Das Hospiz wurde sogar mehrmals Opfer von Bränden und verfiel, so dass sich das ursprüngliche Aussehen heute nicht mehr rekonstruieren lässt. Erst Innozenz III., der die Festigung päpstlicher Macht und die Stellung Roms im damaligen Europa energisch vorantrieb, nahm sich des heruntergekommenen Hospizes an. 1198 ließ er laut Giorgio Vasari Spital und Kirche von Marchionne d’Arezzo neu errichten. Er schenkte am 12. Dezember 1202 Guido von Montpellier und der von ihm gegründeten Spitalgemeinschaft der Hospitaliter vom Heiligen Geist die Kirche „Santa Maria in Saxia“ samt dem dazugehörigen Hospiz für die englischen Pilger und stattete sie mit weitreichenden Zuwendungen und Privilegien aus.
Kirche und Hospital führten nun den Namen „Santo Spirito in Sassia“ bzw. Arco-ospedale di Santo Spirito in Sassia. Zweck des Hospitals war die Versorgung Kranker, die Unterstützung der Armen sowie die Pflege und Betreuung von Findelkindern.
Das Exil der Päpste in Avignon von 1309 bis 1376 hatte seine negativen Auswirkungen auf die zugesicherten finanziellen Zuwendungen durch die Kurie, der Betrieb wurde jetzt allein durch den Orden finanziert; es kam zu einem neuerlichen Niedergang des Hospizes. Erst Eugen IV. und vor allem Sixtus IV. kümmerten sich wieder um das Hospiz, die päpstlichen Privilegien und Vergünstigungen wurden unter beiden Päpsten bestätigt und erweitert und beide nahmen das Hospital unter ihre Obhut. Am 23. Januar 1477 proklamierte Sixtus, dass Santo Spirito di Sassia direkt dem Pontifex Maximus unterstellt werde.

### Banco di Santo Spirito
Zur Verwaltung der Spendengelder und Legate, die dem Hospital zuflossen, und zur Sicherung der Finanzierung steigender Betriebskosten richtete Papst Paul V. 1605 den Banco di Santo Spirito ein, die erste in Rom gegründete Bank überhaupt. Die Kurie stieg damit erstmals in ihrer Geschichte in das professionelle Bankgeschäft ein. Die Bank führte die Ausgabe von Kupons ein, eine Innovation, die sich in der Branche schnell verbreiten sollte. Die sogenannten Luoghi di monte, die im Prinzip den modernen Bankobligationen entsprachen, wurden durch das Vermögen von Santo Spirito garantiert. Von der Bank Santo Spirito konnten nun aufwendige Bauprojekte der Kurie wie die Erschließung einer neuen Trinkwasserversorgung aus dem Braccianosee (Aqua Paola) sowie private Projekte der römischen Adelsfamilien finanziert werden. 1667 wurde der Sitz der Bank in die päpstliche Münze (Zecca) verlegt. 1811 wurde die Bank von der französischen Verwaltung geschlossen; sie konnte Mitte des Jahrhunderts die Geschäfte aber wieder aufnehmen und fusionierte 1992 mit anderen römischen Bankhäusern zur Banca di Roma S.p.A.

## Die Corsia Sistina

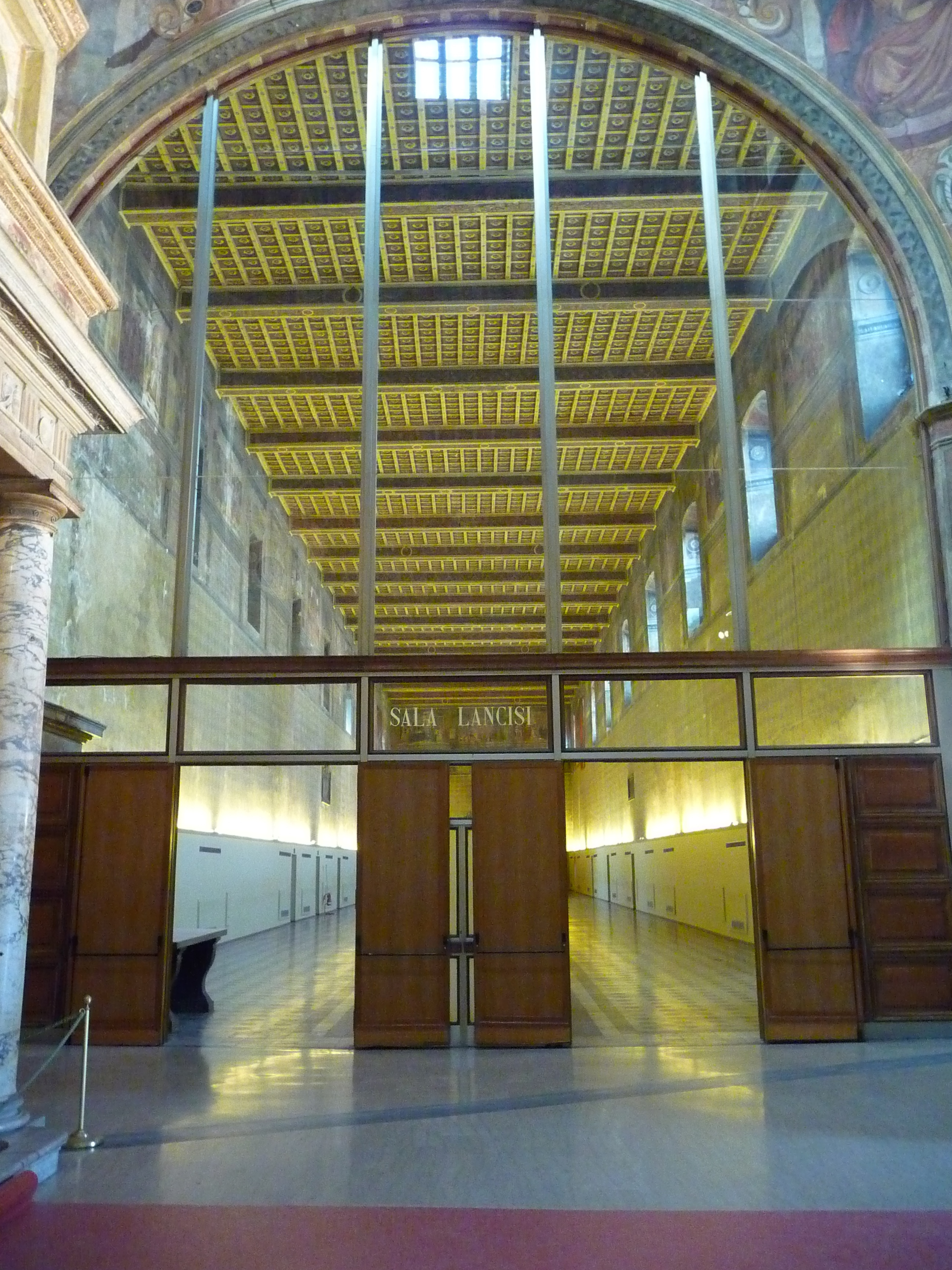
Sala Lancisi

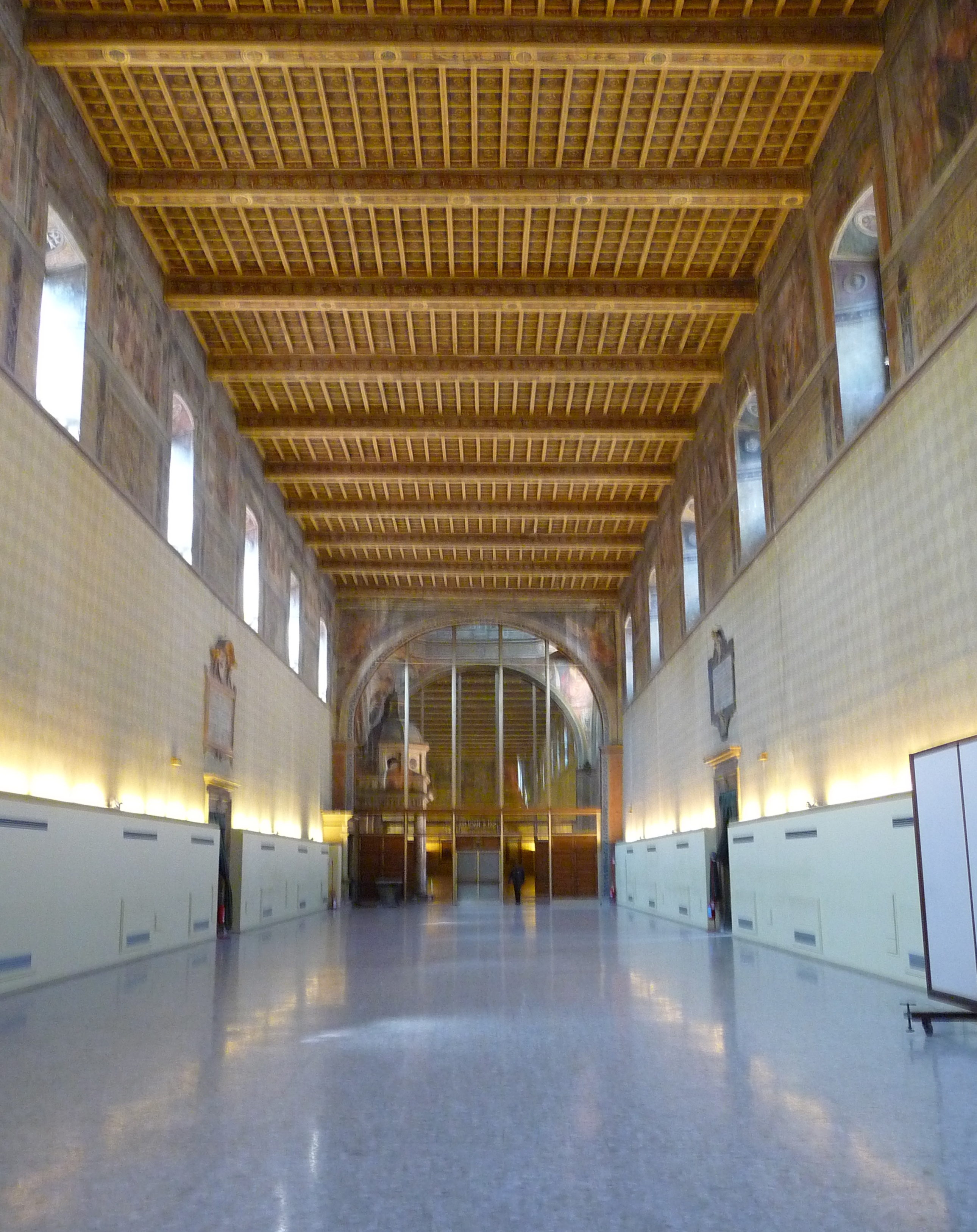
Sala Baglivi

Mit der Corsia Sistina erhielt „Santo Spirito“ zwischen 1473 und 1478 einen modernen Neubau, in dem alle damals aktuellen Kenntnisse der Krankenpflege verwirklicht wurden.
Errichtet wurde das Krankenhaus auf den Resten des mittelalterlichen Hospizes. Es wird vermutet, dass Baccio Pontelli, der renommierte Florentiner Festungsbaumeister und Hofarchitekt von Sixtus IV., am Entwurf mitgewirkt hat.
Der Bau, bestehend aus zwei etwa gleich großen Flügeln, die symmetrisch an das Tiburium anschließen, ist 120 Meter lang, 12 Meter breit und 13,3 Meter hoch. Benannt sind die Säle nach Giorgio Baglivi und Giovanni Maria Lancisi, zwei Ärzten des 17. und 18. Jahrhunderts, die am Krankenhaus tätig waren.
Das „Tiburium“, ein hoher, säulengestützter oktogonaler Zentralbau, in dessen Obergeschoss sich abwechselnd Bi- und Triforienfenster öffnen, ist ein Sakralbau. Er beherbergt das aufwendige Ziborium aus farbigem Marmor mit dem San-Giobbe-Altar (Altar des hl. Hiob) mit einem Gemälde von Carlo Maratta. Die Arkaden des Untergeschosses öffnen sich zu den seitlichen Sälen und erlaubten den Patienten einen Blick auf den Altar.
Aus hygienischen Gründen blieben die Wände bis hin zu den Oberlichtfenstern weiß gestrichen, während im Bilderfries der Fensterzone wichtige Ereignisse aus der Geschichte des Hospitals und dem Leben der beiden Stifter, der Päpste Innozenz und Sixtus, geschildert werden. An der Kopfseite der Sala Lancisi öffnet sich ein Fenster zur Spezeria, der Apotheke, durch das die behandelnden Ärzte das Pflegepersonal und die Patienten überwachen konnten.
Zwei Portale führen in das Hospiz, eines im Portikus auf der Tiberseite und das prachtvolle Hauptportal aus feiner Steinmetzarbeit gegenüber dem Tiburium, das Andrea Bregno zugeschrieben wird. In der Lünette präsentieren zwei Amoretten das Wappen von Papst Sixtus IV. Links des Portals befindet sich die Ruota degli esposti, eine Babyklappe, in der Findelkinder abgelegt werden konnten, die in einem dem Hospital angegliederten Waisenhaus untergebracht wurden. In dem Kasten daneben konnten Geldspenden „für die armen ausgesetzten“ Kinder deponiert werden.

## Sala Alessandrina
Die Sala Alessandrina ist ein eingeschossiger Saalbau mit vorgelagertem Portikus, der mit Pilastern und Rundbögen gegliedert ist. Gegenüber dem Haupteingang befindet sich ein Zugang zum Vestibül der Corsia Sistina. Erbaut wurde sie zwischen 1665 und 1667 und nach der städtebaulichen Umgestaltung des Tiberufers zu Beginn des 20. Jahrhunderts 1931 umfassend restauriert.
Die Sala beherbergt heute ein medizingeschichtliches Museum, das Museo Storico dell'Arte Sanitaria. Ausgestellt werden chirurgische Werkzeuge vom 16. bis 19. Jahrhundert, Instrumente arabischer Herkunft, anatomische Lehrtafeln, die unter Leitung eines der bedeutendsten Anatomen des 18. Jahrhunderts, Paolo Mascagni (1755–1815), angefertigt worden sind, und Wachsmodelle, die vermutlich von dem Bildhauer und Medailleur Luigi Manfredini (1771–1840) hergestellt wurden.

## Palazzo del Commendatore und Conservatorio delle Zitelle

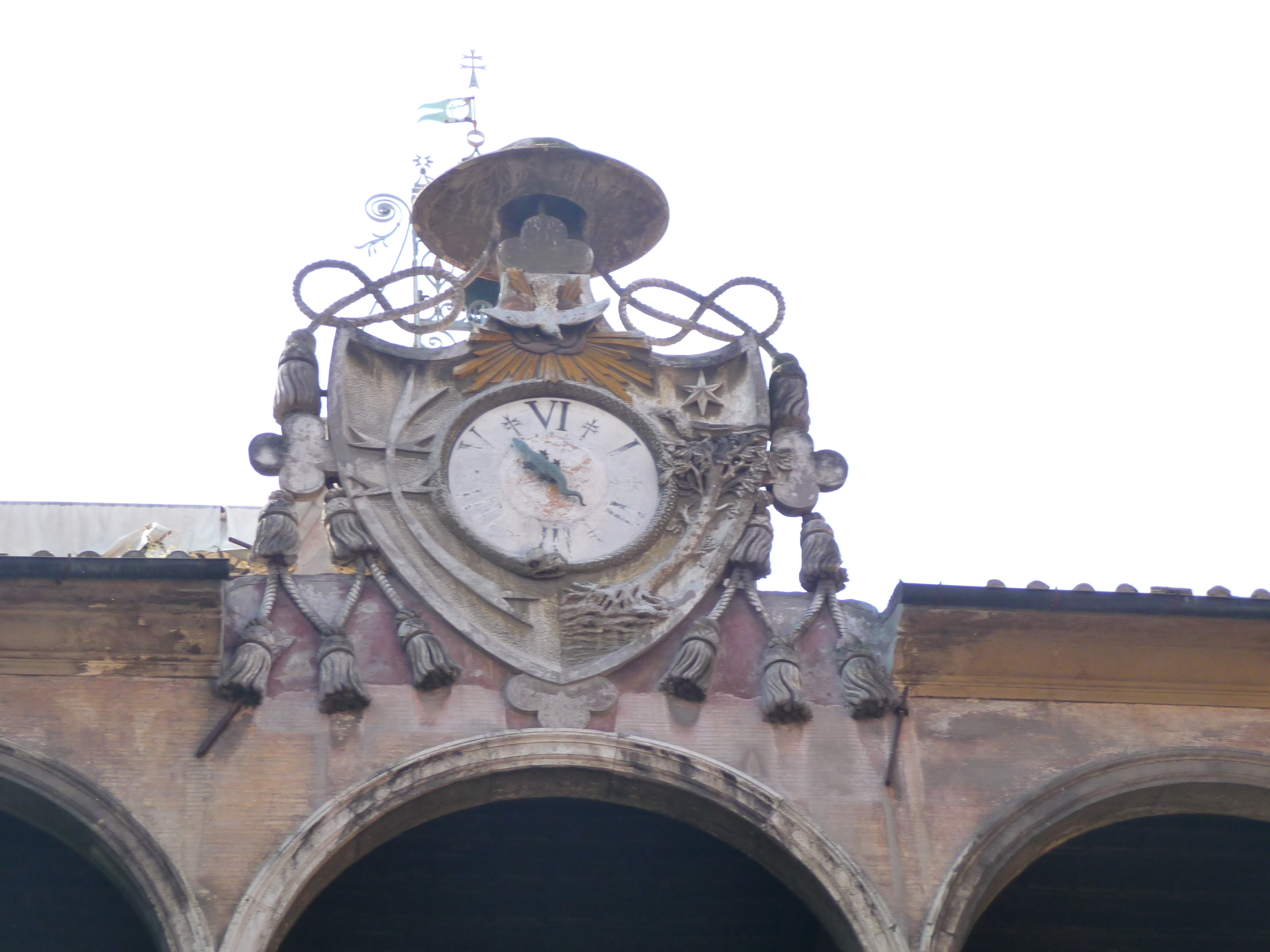
Uhr am Palazzo del Commendatore

Als Erweiterung des Hospitals wurden im 17. Jahrhundert auf Veranlassung des Commendatore Bernardino Corillo († 1575) der Präsidentenpalast sowie das anschließende Conservatorio delle Zitelle, das Wohnhaus der Waisen, errichtet.
Der Palast umschließt einen quadratischen Innenhof mit fünfachsigen doppelten Loggien in dorischer und ionischer Ordnung. Gegenüber dem Hauptportal wird die Mittelachse durch einen Brunnen und eine Uhr auf dem Dachgeschoss betont. Der Brunnen, eine Stiftung von Papst Paul IV., war zunächst im vatikanischen Palast aufgestellt; unter Alexander VII. wurde er nach Santo Spirito versetzt. Die ungewöhnliche Uhr mit einem sechsziffrigen Zifferblatt und einem Salamander als einzigem Zeiger wird betont durch einen Kardinalshut, die Wappenzeichen des Ordens und der della Rovere und durch die Taube des Heiligen Geistes, den Namensgeber für das Hospital.
Im Treppenaufgang der Loggien erinnert ein Relief von Antonio Canova an das ehemalige Teatro Anatomico, den Hörsaal der Anatomie, in dem auch Michelangelo und Leonardo da Vinci anatomische Studien betrieben haben sollen. Es zeigt Ärzte und Studenten beim Sezieren einer Leiche.
Im Conservatorio delle Zittelle (zittella, it. = Jungfrau) waren die Waisenmädchen untergebracht, ebenso die Ammen, die die ausgesetzten Säuglinge aufzogen. Der Bau auf rechteckigem Grundriss umschließt einen kreuzgangartigen Innenhof mit einem Brunnen.

### Der Salon
Die ehemaligen Repräsentationsräume des Palastes sind kostbar ausgestattet mit Wandteppichen, Skulpturen, Ölgemälden und Fresken. Den Festsaal haben die Brüder Francesco und Jacopo Zucchi mit Fresken ausgemalt, die die Geschichte des Hospitals erzählen. Unter den Gemälden befindet sich eine Madonna mit Kind von Andrea del Verrocchio.

### Die Biblioteca Lancisiana

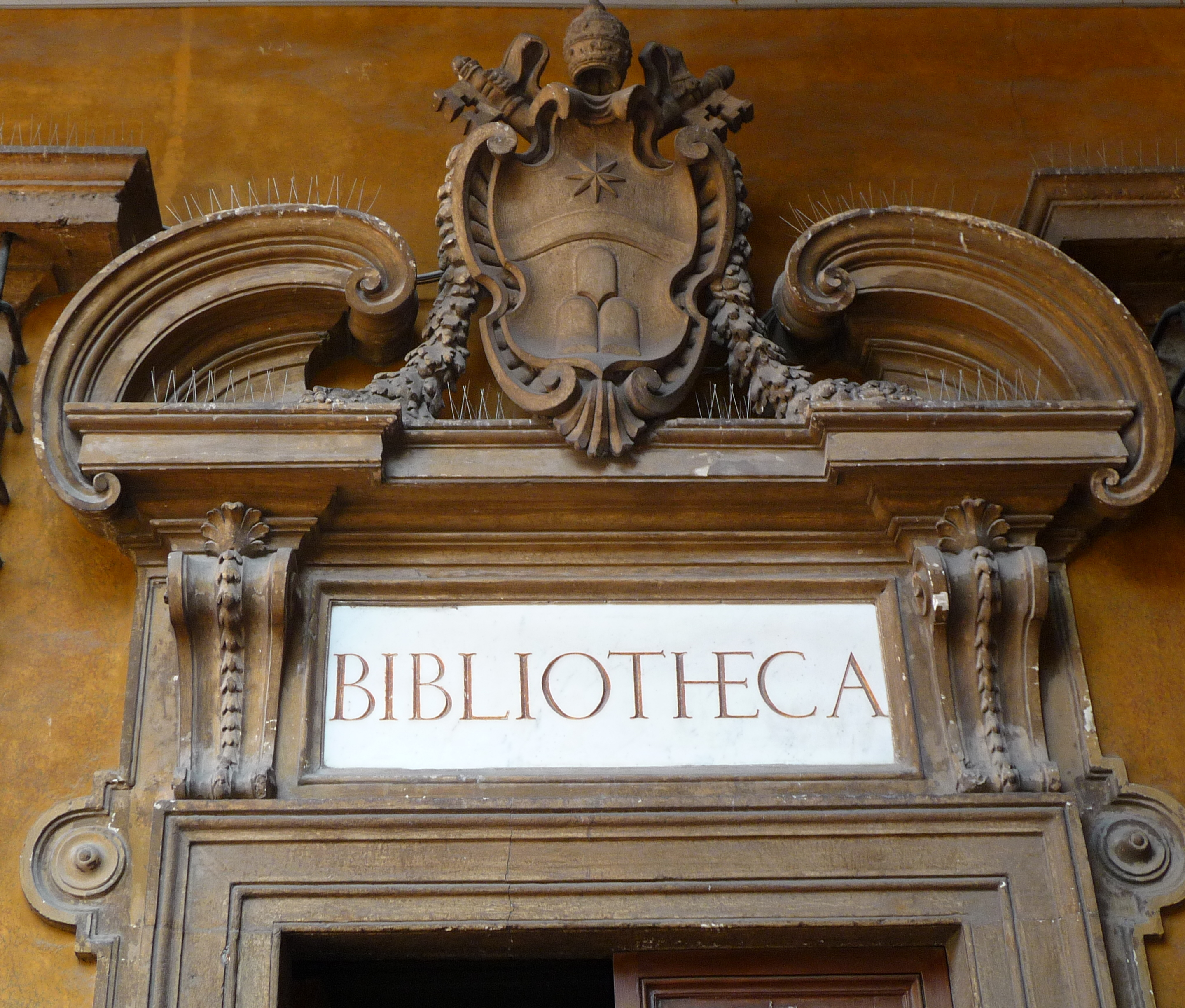
Wappen von Papst Clemens XI. über dem Portal zur Bibliothek

Die Biblioteca Lancisiana im Palazzo del Commendatore gilt als eine der bedeutendsten Sammlungen historischer medizinischer Schriften überhaupt. Während des Pfingstfestes, am 21. Mai 1714, wurde die Bibliothek von Papst Clemens XI. nach dreijähriger Vorbereitungszeit durch den Leibarzt des Papstes, Giovanni Maria Lancisi, in Anwesenheit des hohen Klerus und von Vertretern aus Kultur und Wissenschaft in Rom eingeweiht. Am 25. April des folgenden Jahres wurde an ebendiesem Ort die Accademia di Medicina e Chirurgia gegründet. Die Bibliothek entwickelte sich schnell zu einem anerkannten Forschungszentrum, insbesondere was die Behandlung der damals in Italien grassierenden Malaria betrifft.
Zum Bestand der Bibliothek gehören neben der Fachbibliothek Lancisis Schenkungen von Ludwig XIV., Cosimo III. de’ Medici und der Fürstenbergs. Besonders kostbar sind zwei Pergamentcodices der Schriften Avicennas in lateinischer Sprache.

## Die Kirche Santo Spirito in Sassia

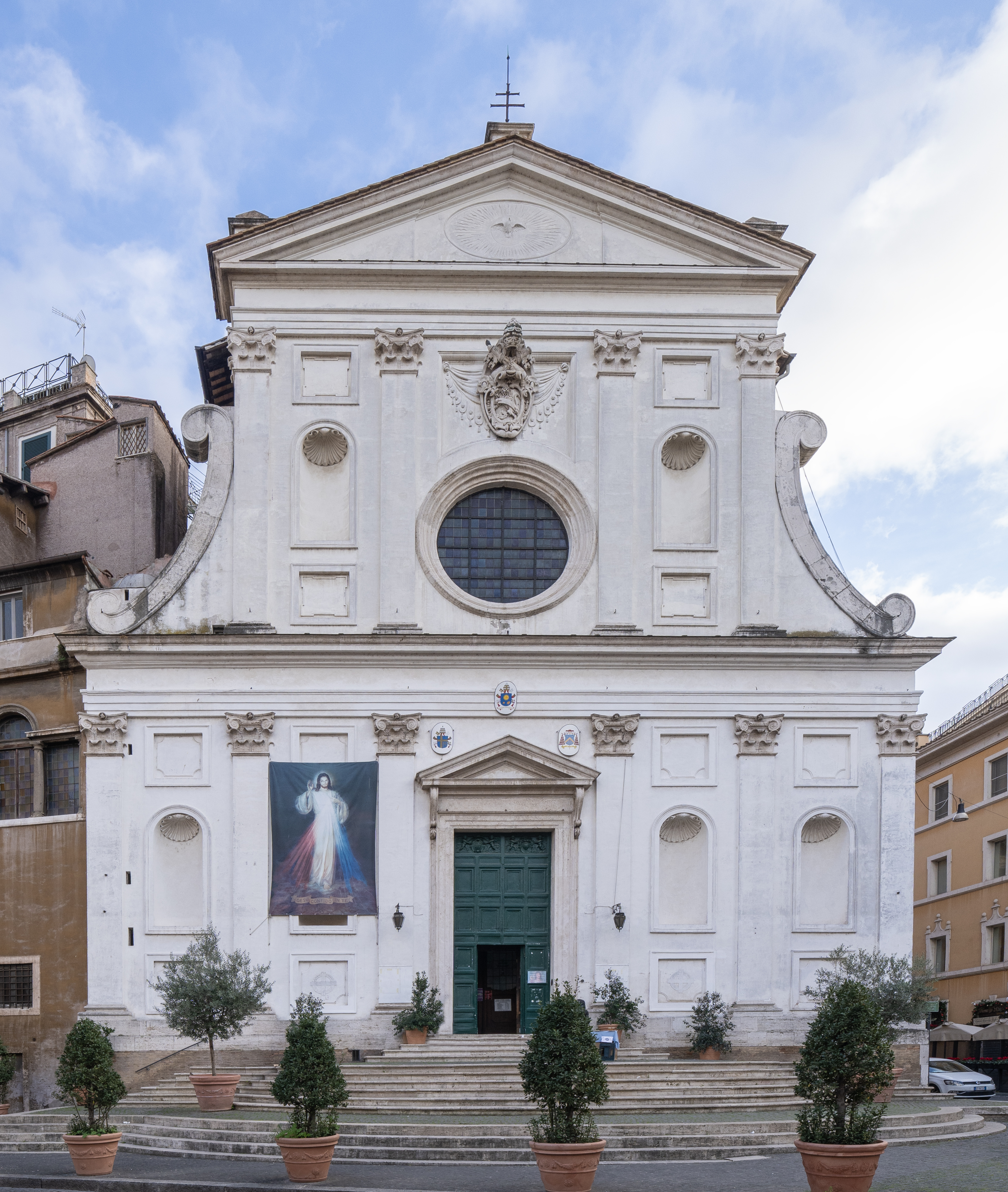
Santo Spirito in Sassia

Sixtus IV. ließ um 1470–1475 eine neue Kirche errichten, von welcher sich noch der Baccio Pontelli zugeschriebene Campanile erhalten hat. 1538, unter Paul III., begann im Zuge seiner urbanistischen Erneuerung Roms der abermalige Neubau nach Plänen von Antonio da Sangallo d. J. Die Fassade wurde erst unter Sixtus V. von Ottaviano Mascherino vollendet.
In der flach gegliederten Fassade, einer zweigeschossigen Tempelfront mit monumentaler Ädikula und einem hohen Auszug mit Volutenspangen als zweitem Geschoss, sind antike Bauformen und -ordnungen zu einer harmonischen, neuartigen Lösung zusammengefügt. Über dem Rundfenster des Auszugs ist das Papstwappen angebracht, im Giebelfeld ein flaches Relief mit der Taube des Heiligen Geistes im Strahlenkranz.
Der fünfjochige Saal mit fünf Seitenkapellen hat ein eingezogenes Presbyterium mit halbkreisförmiger Apsis. Es zeichnet sich durch eine kostbare manieristische Ausstattung des 16. Jahrhunderts aus. Die Fresken in der Apsis stammen von Jacopo Zucchi.

### Kardinaldiakone
1991 wurde die Kirche durch Papst Johannes Paul II. zur Titeldiakonie erhoben. Erster Kardinaldiakon war Fiorenzo Angelini. Seit 2015 ist es Dominique Mamberti.
Die Kirche ist Namensgeber der Porta Santo Spirito.